# Sergenten og hans nevø
|  | Denne artikel er oprettet af botten Steenthbot ud fra en ekstern database. Den kan derfor have sproglige fejl eller mangler. Denne skabelon kan fjernes efter kontrol af indholdet. |

Sergenten og hans nevø er en dansk dokumentarfilm fra 2018 instrueret af Glen Morten Bay Grant og efter manuskript af Christina Øster.

## Handling
Excentriske Niels inviterer sin nevø Glen til en alternativ militærlejr i sit parcelhus i den nordjyske flække Fly. På trods af onklens ejendommelige tilværelse som eneboer i et ekstremt kaotisk og uhumsk hjem, hvor der ikke har været gæster i årevis, har Glen og Niels alligevel opbygget et særligt bånd. Andre i familien har afskrevet Niels som en original, men Glen vil gerne lære sin specielle onkel bedre at kende. Som gammel militærmand har Niels forsøgt at sætte et kærligt præg på sin nevø med "kæft, trit og retning" gennem årene, og nu giver Glen ham en unik chance for at komme med sine bedste råd og manerer. En chance for at opdrage den søn, som Niels aldrig fik, men drømte om. Drevet af både nysgerrighed og fascination forsøger Glen gennem militærlejren at komme ind under huden på sin mystiske onkel og blive klogere på hans fortid og uforløste drømme.